# Blepharita semiconfluens
Blepharita semiconfluens är en fjärilsart som beskrevs av Barend J. Lempke 1941. Blepharita semiconfluens ingår i släktet Blepharita och familjen nattflyn. Inga underarter finns listade i Catalogue of Life.